# Liste der Mitglieder der American Academy of Arts and Sciences/1901
Im Jahr 1901 wählte die American Academy of Arts and Sciences 33 Personen zu ihren Mitgliedern.

## Neu gewählte Mitglieder
- Edmondo de Amicis (1846–1908)
- Thomas Lauder Brunton (1844–1916)
- Angelo Celli (1857–1914)
- Thomas Chrowder Chamberlin (1843–1928)
- Frank Shipley Collins (1848–1920)
- Albert Venn Dicey (1835–1922)
- Alexander Wilmer Duff (1864–1951)
- Ephraim Emerton (1851–1935)
- Adolph Gustav Heinrich Engler (1844–1930)
- John Fritz (1822–1913)
- George Ellery Hale (1868–1938)
- William Stewart Halsted (1852–1922)
- William Edward Hearn (1826–1888)
- George Frisbie Hoar (1826–1904)
- Henry Jackson (1839–1921)
- Lewis Jerome Johnson (1867–1952)
- William Williams Keen (1837–1932)
- Robert Koch (1843–1910)
- Hugo Kronecker (1839–1914)
- Theodore Lyman (1874–1954)
- Franklin Paine Mall (1862–1917)
- Eliakim Hastings Moore (1862–1932)
- Heinrich Franz Bernhard Müller-Breslau (1851–1925)
- Edward Leamington Nichols (1854–1937)
- Henry Fairfield Osborn (1857–1935)
- Gaston Bruno Paulin Paris (1839–1903)
- George Wharton Pepper (1867–1961)
- Jules Henri Poincare (1854–1912)
- William Townsend Porter (1862–1949)
- Cyrus Guernsey Pringle (1838–1911)
- Henry Smith Pritchett (1857–1939)
- Ferdinand Paul Wilhelm Richthofen (1833–1905)
- Henry Lloyd Smyth (1862–1944)